# Alice Acres
Alice Acres es un lugar designado por el censo ubicado en el condado de Jim Wells en el estado estadounidense de Texas. En el Censo de 2010 tenía una población de 490 habitantes y una densidad poblacional de 32,09 personas por km².

## Geografía
Alice Acres se encuentra ubicado en las coordenadas 27°42′43″N 98°6′29″O / 27.71194, -98.10806. Según la Oficina del Censo de los Estados Unidos, Alice Acres tiene una superficie total de 15.27 km², de la cual 15.27 km² corresponden a tierra firme y (0%) 0 km² es agua.

## Demografía
Según el censo de 2010, había 490 personas residiendo en Alice Acres. La densidad de población era de 32,09 hab./km². De los 490 habitantes, Alice Acres estaba compuesto por el 75.51% blancos, el 0.41% eran afroamericanos, el 2.04% eran amerindios, el 0% eran asiáticos, el 0% eran isleños del Pacífico, el 19.8% eran de otras razas y el 2.24% pertenecían a dos o más razas. Del total de la población el 92.24% eran hispanos o latinos de cualquier raza.